# Jangada
Jangada là một đô thị thuộc bang Mato Grosso, Brasil. Đô thị này có diện tích 1021,93 km², dân số năm 2007 là 8056 người, mật độ 7,88 người/km².